# Sân bay Kiruna
Kiruna Airport là một sân bay ở cực bắc Thụy Điển. Sân bay này nằm cách trung tâm Kiruna 10 km. Năm 2005, sân bay này phục vụ 166.000 lượt khách.

## Các hãng hàng không
- Barents Airlink (Luleå, Tromsø)
- Norwegian Air Shuttle (Luleå, Stockholm-Arlanda)
- Scandinavian Airlines System (London-Heathrow [theo mùa, thuê bao], Stockholm-Arlanda, Umeå)

## Liên kết ngoài

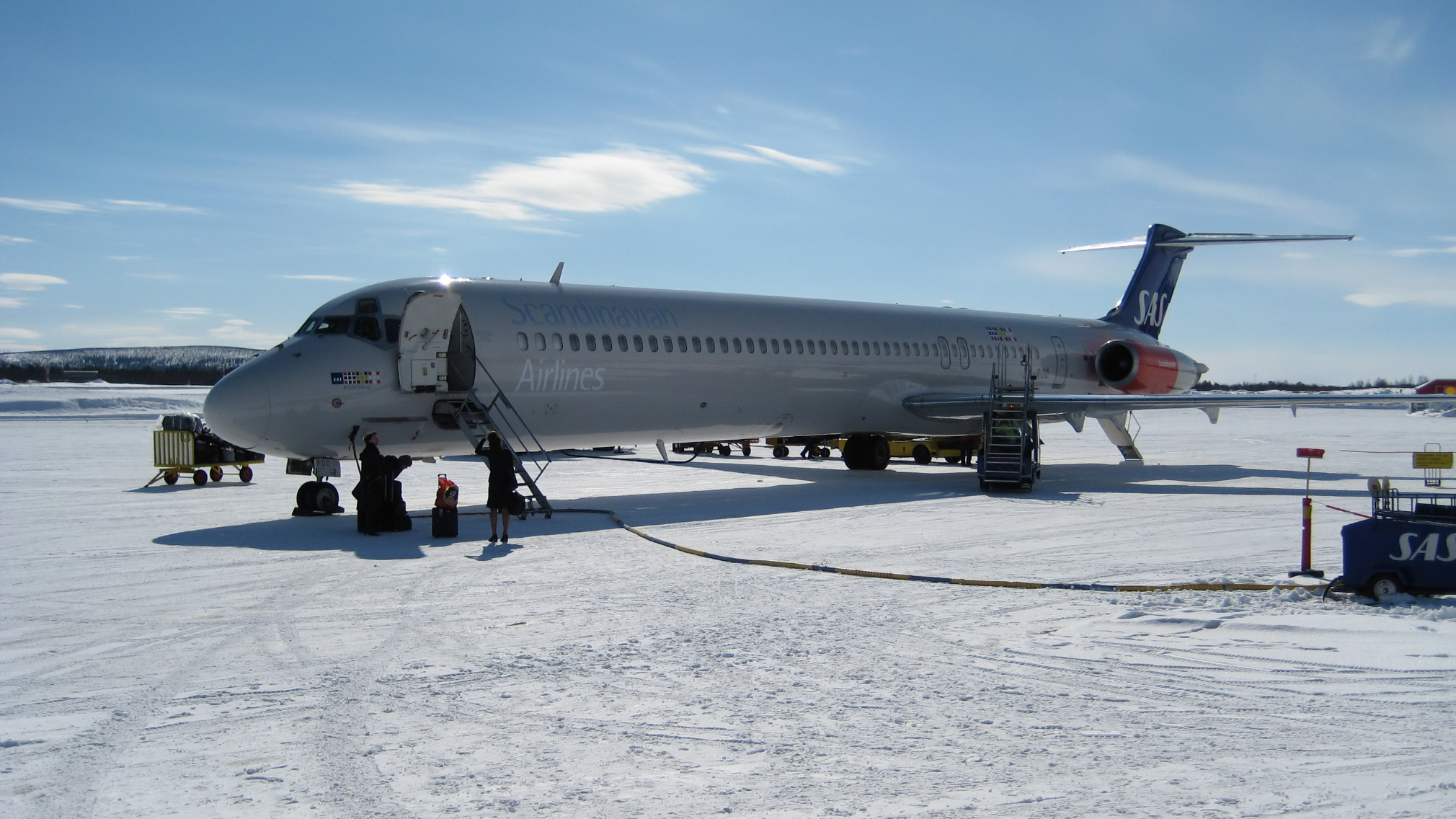
Máy bay của Scandinavian airlines tại sân bay Kiruna